# Київський електровагоноремонтний завод
Київський електровагоноремонтний завод (КЕВРЗ) — підприємство залізничного транспорту, у місті Києві.

## Історія
Підприємство засноване у 1868 році як головні майстерні з ремонту паровозів і вагонів Києво-Балтської (згодом — Південно-Західної) залізниці.
У 1878 році на підприємстві зусиллями Олександра Бородіна, у цехах майстерень вперше в Києві було ввімкнено електричну лампочку, проведене парове опалення, а у 1881 році створено першу в світі паровозовипробувальну станцію.
У 1944 році підприємство перейменовано у Київський вагоноремонтний завод, а з вересня 1962 року, після освоєння підприємством капітального ремонту електропоїздів серій ЕР1, ЕР2, ЕР9, — у Київський електровагоноремонтний завод імені Січневого повстання 1918 року.
У 2001 році підприємство набуло статусу відкритого акціонерного товариства «Київський електровагоноремонтний завод імені Січневого повстання 1918 року».
З 2011 року ВАТ «Київський ЕВРЗ» реорганізовано у ПрАТ «КЕВРЗ».
У 2011 році підприємство збільшило чистий дохід на 2,82 млн гривень у порівнянні з попереднім 2010 роком., який склав 203 320 000 гривень.
До 7 березня 2015 року перебувало у списку підприємств, які мають стратегічне значення для економіки і безпеки держави.
Станом на 2016 рік підприємство перебуває у реєстрі великих платників податків.

## Сучасний стан
Нині завод — єдине підприємство в Україні, яке виконує капітальний ремонт електропоїздів. Завод здійснює ремонт електросекцій ЕР9, ЕР1, ЕР2, ЕР2Р, ЕР2Т та колісних пар до них. Роботи з виконання капітальних ремонтів (обсягу КР-1, КР-2), капітально-відновлювальних ремонтів (КРП) з подальшим продовженням терміну служби на 15 років та дизель-поїздів серії ДПЛ1, ДПЛ2, електропоїздів серії ЕПЛ, ЕТ, ЕД тощо.
Діяльність підприємства спрямована на підтримку в належному стані залізничного рухомого складу, а також на забезпечення ритмічності та ефективності транспортних перевезень. Завод також виготовляє запасні частини до залізничної техніки.

## Розташування
Розташований в Києві за адресою: 03049, вул. Січеславська (до 2022 року — вул. Ползунова), 2. Поблизу підприємства розташована головна пасажирська залізнична станція Києва — Київ-Пасажирський та Державний економіко-технологічний університет транспорту.